# Benno Neumüller
Benno Neumüller (* 25. August 1961) ist ein deutscher Sportmoderator.
Neumüller absolvierte nach einem Diplomsportstudium ein Volontariat bei der Deutschen Welle in Köln. Anschließend war er ab 1986 Mitarbeiter des WDR. 1988 wechselte er für ein Jahr zu RTL, bevor er erneut zu seinem vormaligen Arbeitgeber zurückkehrte. In den 1990er Jahren moderierte er für die ARD im Rahmen der Sportberichterstattung in den Bereichen Tennis, Hockey, Volleyball und Tischtennis. In den Jahren 1996 bis 1999 war er dort Chefredakteur „Sportschau“. Von 1999 bis Januar 2007 arbeitete er für den Sender Premiere zunächst als Chefredakteur Fußball, ab 2003 dann als Chefredakteur Sport und zuletzt ab 2006 als Redaktioneller Leiter Sport. Seit Februar 2007 ist er als Gründer der Geschäftsführer der „contenthouse GmbH“ in München.